# Уједињено Краљевство на Дечјој песми Евровизије
Уједињено Краљевство је четири пута наступило на Дечјој песми Евровизије. Први пут, то се догодило 2003. године, када се такмичење одржавало у Копенхагену, Данска.

## Представници
| Година    | Извођач(и)       | Песма                   | Пласман          | Поени            |
| --------- | ---------------- | ----------------------- | ---------------- | ---------------- |
| 2003      | Tom Morley       | My Song For The World   | 3                | 118              |
| 2004      | Cory Spedding    | The Best is Yet to Come | 2                | 140              |
| 2005      | Joni Fuller      | How Does It Feel?       | 14               | 28               |
| 2006–2021 | Није учествовала | Није учествовала        | Није учествовала | Није учествовала |
| 2022      | Freya Skye       | Lose My Head            | 5                | 146              |
| 2023      | Stand Uniqu3     | Back to Life            | 4                | 160              |
| 2024–2025 | Није учествовала | Није учествовала        | Није учествовала | Није учествовала |